# Leptopteris pellucida
Leptopteris pellucida là một loài dương xỉ trong họ Osmundaceae. Loài này được Linden mô tả khoa học đầu tiên năm 1873.
Danh pháp khoa học của loài này chưa được làm sáng tỏ. 